# Burk, Ansbach
Burk là một đô thị ở huyện Ansbach bang Bayern nước Đức. Đô thị Dietenhofen có diện tích 14,1 km², dân số thời điểm ngày 31 tháng 12 năm 2006 là 1187 người.